# Cosmophorus choui
Cosmophorus choui är en stekelart som beskrevs av Van Achterberg 2000. Cosmophorus choui ingår i släktet Cosmophorus och familjen bracksteklar. Inga underarter finns listade i Catalogue of Life.